# 棉藜属
棉藜属（学名：Kirilowia）是藜科下的一个属，为一年生草本植物。该属只有一种，分布于中亚。